# Hylemya takagii
Hylemya takagii är en tvåvingeart som beskrevs av Masayoshi Suwa 1977. Hylemya takagii ingår i släktet Hylemya och familjen blomsterflugor.
Artens utbredningsområde är Nepal. Inga underarter finns listade i Catalogue of Life.